# 島村干雄

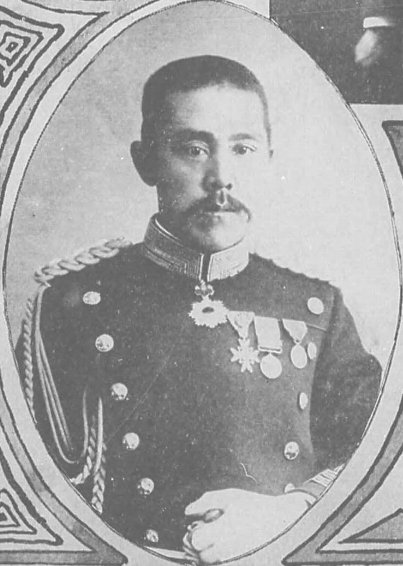
島村干雄

島村 干雄（しまむら たてお、1856年7月2日（安政3年6月1日） - 1910年11月9日）は、日本の陸軍軍人。最終階級は陸軍中将。

## 履歴
1856年（安政3年）、土佐国土佐郡久万村（現在の高知市）に島村重吉の次男として生まれる。1873年（明治6年）上京し陸軍幼年学校に入学するが、放縦の故退学になる。1874年（明治7年）3月、熊本に行き谷干城の兵士になる。佐賀の乱や台湾征伐で武功をあげ、1877年（明治10年）6月、歩兵少尉に任官。1879年（明治12年）から1882年（明治15年）までと、1884年（明治17年）から翌年、渡清し諜報任務に従う。
1896年（明治29年）9月、歩兵第33連隊長に就任。1899年（明治32年）3月、歩兵大佐に昇進し、同年8月、第3師団参謀長となる。1904年（明治37年）8月、陸軍少将に進み歩兵第12旅団長として日露戦争に出征。第1軍に属し遼陽会戦以降に各地を転戦した。
1907年（明治40年）7月、歩兵第4旅団長（弘前）となり、次いで、歩兵第24旅団長（久留米）に異動。1910年（明治43年）11月9日に55歳で没し、同日、陸軍中将に昇進した。

## 栄典・授章・授賞
位階
- 1885年（明治18年）10月26日 - 正七位[1]
- 1891年（明治24年）12月28日 - 従六位[2]
- 1896年（明治29年）3月24日 - 正六位[3]
- 1899年（明治32年）5月20日 - 従五位[4]
- 1904年（明治37年）6月23日 - 正五位[5]
- 1909年（明治42年）7月10日 - 従四位[6]
- 1910年（明治43年）11月9日 - 正四位[7]

勲章等
- 1886年（明治19年）5月29日 - 勲五等双光旭日章[8]
- 1894年（明治27年）5月29日 - 勲四等瑞宝章[9]
- 1895年（明治28年）11月18日 - 明治二十七八年従軍記章[10]
- 1896年（明治29年）2月22日 - 勲三等旭日中綬章[11]
- 1905年（明治38年）5月30日 - 勲二等瑞宝章[12]
- 1906年（明治39年）4月1日 - 功二級金鵄勲章・旭日重光章・明治三十七八年従軍記章[13]

外国勲章佩用允許
- 1907年（明治40年）12月28日 - オーストリア＝ハンガリー帝国：フランソアジョゼフ勲章グランクロワー[14]